# Cuminia eriantha
Cuminia  es un género monotípico de plantas con flor en la  familia de las Lamiaceae. Su única especie: Cuminia eriantha (Benth.) Benth. in A.P.de Candolle, Prodr. 12: 258 (1848), es originaria del Archipiélago Juan Fernández en Chile.

## Taxonomía
Cuminia eriantha fue descrita por (Benth.) Benth. y publicado en Prodromus Systematis Naturalis Regni Vegetabilis 12: 258. 1848
Sinonimia
Cuminia eriantha. Isla Juan Fernández
- Bystropogon erianthus Benth., Labiat. Gen. Spec.: 727 (1835).

var. eriantha. Isla Robinson Crusoe.
var. fernandezia (Colla) Harley, Bot. Mag. (Kew Mag.) 3: 155 (1986) Isla Robinson Crusoe.
- Cuminia fernandezia Colla, Mem. Reale Accad. Sci. Torino 38: 139 (1835).
- Skottsbergiella fernandezia (Colla) Epling, Repert. Spec. Nov. Regni Veg. Beih. 85: 1 (1935).
- Johowia fernandezia (Colla) Epling & Looser, Revista Univ. (Santiago) 22(2): 169 (1937).
- Cuminia brevidens Benth. in A.P.de Candolle, Prodr. 12: 258 (1848).
- Phytoxis acidissima Bertero ex Benth. in A.P.de Candolle, Prodr. 12: 258 (1848), nom. inval.[1]